# Mauges Communauté
Mauges Communauté est une communauté d'agglomération française située dans le département de Maine-et-Loire et la région Pays de la Loire, créée le 1er janvier 2016. Elle succède à l'ancien syndicat mixte du Pays des Mauges qui regroupait les six communautés de communes qui le composaient et qui sont toutes devenues des communes nouvelles le 15 décembre 2015.
Il s'agit de la première, et à ce jour, de l'unique intercommunalité composée exclusivement de communes nouvelles. 

## Historique
L'intercommunalité est créée par arrêté préfectoral du 21 décembre 2015. Elle regroupe les six communes nouvelles des Mauges formées le 15 décembre 2015 sur la base des six communautés de communes qu'elles remplacent et qui totalisaient soixante-quatre anciennes communes, toutes devenues communes déléguées d'une des six communes nouvelles. Ces communes nouvelles sont Beaupréau-en-Mauges, Chemillé-en-Anjou, Mauges-sur-Loire, Montrevault-sur-Èvre, Orée d'Anjou et Sèvremoine.

## Territoire communautaire

### Géographie
Elle est située dans le sud-ouest du Maine-et-Loire, au sud de la Loire.

### Composition

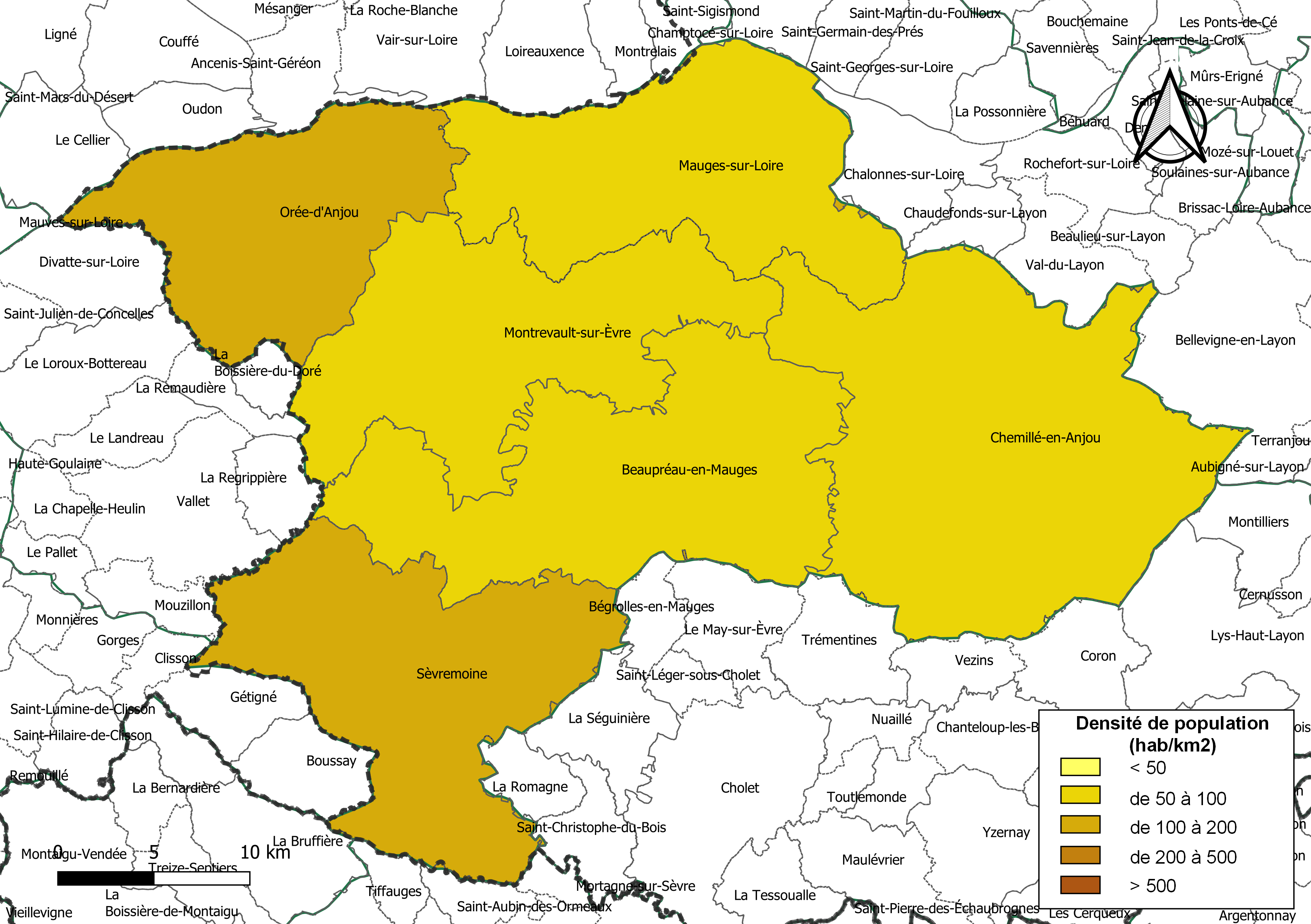
Carte des densités de population (millésimée 2016) des communes de l'intercommunalité Mauges Communauté. Composition en communes au 1er janvier 2019.

La communauté d'agglomération est composée des 6 communes suivantes :

| Nom                         | Code Insee | Gentilé       | Superficie (km2) | Population (dernière pop. légale) | Densité (hab./km2) |
| --------------------------- | ---------- | ------------- | ---------------- | --------------------------------- | ------------------ |
| Beaupréau-en-Mauges (siège) | 49023      | Bellopratains | 230,45           | 23 887 (2022)                     | 104                |
| Chemillé-en-Anjou           | 49092      | Chemillois    | 323,98           | 21 550 (2022)                     | 67                 |
| Mauges-sur-Loire            | 49244      | Mauligériens  | 191,87           | 18 514 (2022)                     | 96                 |
| Montrevault-sur-Èvre        | 49218      |               | 198,85           | 15 684 (2022)                     | 79                 |
| Orée d'Anjou                | 49126      |               | 156,34           | 16 975 (2022)                     | 109                |
| Sèvremoine                  | 49301      | Sèvréens      | 213,07           | 25 764 (2022)                     | 121                |

### Démographie
| 1968   | 1975   | 1982   | 1990    | 1999    | 2009    | 2014    | 2020    |
| ------ | ------ | ------ | ------- | ------- | ------- | ------- | ------- |
| 88 085 | 91 344 | 97 146 | 100 096 | 101 125 | 114 393 | 119 900 | 120 454 |

## Administration

### Siège
Le siège de Mauges Communauté est fixé à Beaupréau-en-Mauges, dans la commune déléguée de Beaupréau.

### Les élus
Le conseil communautaire de Mauges Communauté se compose de 49 conseillers élus pour une durée de six ans.
Ils sont répartis comme suit :
| Nombre de conseillers | Communes                                             |
| --------------------- | ---------------------------------------------------- |
| 10                    | Sèvremoine                                           |
| 9                     | Beaupréau-en-Mauges, Chemillé-en-Anjou               |
| 7                     | Mauges-sur-Loire, Montrevault-sur-Èvre, Orée d'Anjou |

### Présidence
| Période                                  | Période                         | Identité       | Étiquette | Qualité             |
| ---------------------------------------- | ------------------------------- | -------------- | --------- | ------------------- |
| 2016                                     | En cours (au 22 septembre 2023) | Didier Huchon, | SE        | Maire de Sèvremoine |
| Les données manquantes sont à compléter. |                                 |                |           |                     |

### Compétences
Au 1er novembre 2023, le nombre de compétences mises en commun est de 36.

### Régime fiscal et budget
Le régime fiscal de la communauté d'agglomération est la fiscalité professionnelle unique (FPU).